# Аллен, Нейтон
Не́йтон А́ллен (англ. Nathon Allen; род. 28 октября 1995) — ямайский легкоатлет, специализирующийся в беге на 400 метров. Серебряный призёр Олимпийских игр 2016 года в эстафете 4×400 метров.

## Биография
Успехи Нейтона начались в школе с давними легкоатлетическими традициями St. Jago High School, где он тренировался у Дэнни Хоуторна. Участвовал в юниорском чемпионате мира 2014 года, где стал третьим в эстафете.
После установления личного рекорда весной 2015 года (45,30), стал привлекаться во взрослую команду страны. В качестве резервиста бежал в предварительных забегах на эстафетном чемпионате мира и чемпионате мира в помещении.
В 2016 году на национальных отборочных соревнованиях занял третье место и попал в команду на Олимпийские игры. В Рио-де-Жанейро бежал в эстафете 4×400 метров в забеге и в финале, внеся свой вклад в завоевание серебряных медалей.
В мае 2017 года впервые пробежал 400 метров быстрее 45 секунд, улучшив личный рекорд более чем на полсекунды — 44,52. По ходу сезона он несколько раз преодолевал этот рубеж, в том числе в победном финале чемпионата Ямайки (44,58) и на чемпионате мира в Лондоне. В британской столице он показал второе время по итогам полуфиналов (44,19), но в решающем забеге выступил хуже и финишировал пятым.
С лета 2016 года — студент Обернского университета в США.

## Основные результаты
| Год  | Турнир                       | Место проведения          | Дисциплина       | Место      | Результат |
| ---- | ---------------------------- | ------------------------- | ---------------- | ---------- | --------- |
| 2014 | Чемпионат мира среди юниоров | Юджин, США                | 400 м            | 16-е (1/2) | 47,56     |
| 2014 | Чемпионат мира среди юниоров | Юджин, США                | эстафета 4×400 м | 3-е        | 3.04,47   |
| 2015 | Чемпионат мира по эстафетам  | Нассау, Багамские Острова | эстафета 4×400 м | 6-е (заб.) | 3.02,98   |
| 2016 | Чемпионат мира в помещении   | Портленд, США             | эстафета 4×400 м | 2-е (заб.) | 3.07,30   |
| 2016 | Олимпийские игры             | Рио-де-Жанейро, Бразилия  | эстафета 4×400 м | 2-е        | 2.58,16   |
| 2017 | Чемпионат мира               | Лондон, Великобритания    | 400 м            | 5-е        | 44,88     |